# Єврейська самооборона
Єврейська самооборона - організована відсіч євреїв спробам єврейських погромів  .

## росія

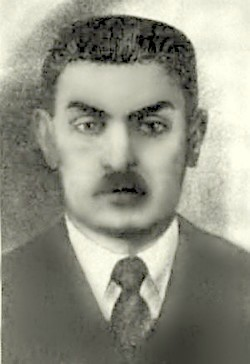
Мойше-Яков Вольфович Вінницький, творець загону самооборони в Одесі.

Першу спробу самооборони в російській імперії було здійснено в Одесі під час єврейського погрому в 1871.  Цей досвід виявився невдалим: невеликі, розрізнені і погано озброєні єврейські загони, керовані студентами Новоросійського університету, не змогли зупинити погромників. 3-5 травня 1881 року єврейська самооборона в Одесі діяла успішніше: студентам (серед них були М. Я. Рабінович та В. А. Хавкін ) та викладачам івриту вдалося організувати порівняно великі загони, кістяк яких склали м'ясники та візники ; озброєні переважно сокирами, кийками і залізними прутами (лише в деяких були пістолети ), вони не допустили погрому в ряді єврейських кварталів у центрі міста. Поліція, яка заборонила євреям створювати самооборону, переслідувала її учасників, а не погромників — 150 євреїв було заарештовано, зокрема Ст. А. Хавкін, схоплений з револьвером у руці.
У Варшаві, де погром стався у грудні 1881, погромники в єврейських районах зустріли відсіч і, зазнавши втрат, були змушені тікати. Серйозний бій у березні 1882 р. відбувся в Балті . У 1897 році загони євреїв виступили зі зброєю в руках проти солдатів, які громили єврейські крамниці на ринковій площі Мінська . 14 учасників цих загонів було заарештовано та віддано суду.
Кишинівський погром 6-7 квітня 1903 р. призвів до масового створення загонів самооборони в більшості районів Чорти осілості . Загони самооборони дали рішучий бій антисемітам у Гомелі у протистоянні з 29 серпня до 1 вересня 1903. У 1904 у Двінську озброєний загін бундівців, яким керував Мендель Дейч, відбив напад погромників на єврейські квартали. У квітні 1905 озброєні загони єврейської молоді розігнали погромників у Мелітополі та Сімферополі, а у липні того ж року в Катеринославі .
31 липня 1905 року в Керчі за наказом градоначальника було обстріляно загін самооборони, який намагався зупинити погром, в результаті загинуло два бійці самооборони. У Києві єврейські бойові групи завзято билися з погромниками незважаючи на те, що на боці останніх із самого початку виступили козаки ; половину вбитих під час зіткнень і померлих згодом від ран склали учасники погрому. У Полтаві завдяки профілактичним діям з наведення порядку загоном « По'алей Ціон » на чолі з Іцхаком Бен-Цві у 1905–1907 не було жодного погрому. У Ростові-на-Дону і в Стародубі групи самооборони виявилися безсилими перед погромниками, оскільки останніх підтримували війська і поліція, але в тих нечисленних випадках, коли влада зберігала нейтралітет, самообороні незмінно вдавалося швидко навести лад своїми силами: так розвивалися події у Вітебську і у деяких інших містах.
У грудні 1917 р . І. В. Трумпельдор, з дозволу більшовиків, організував у Петрограді єврейський батальйон чисельністю близько 1 тисячі осіб, проте вже на початку лютого 1918 р. ця частина була розформована. У січні 1918 р. комендант Києва, який підпорядковується уряду УНР ( Центральній раді ), розігнав Всеросійську конференцію євреїв-воїнів, що проходила в місті, і обговорювала і плани створення самооборони, при цьому глава Всеросійського союзу євреїв-воїнів та його заступник були вбиті. У роки Громадянської війни у кількох населених пунктах в Україні діяли загони єврейської самооборони, якими зазвичай командували колишні офіцери та солдати російської імператорської армії, наприклад, у Бершаді – Моше Дубровенський, у Тетіїві – Гірш Турі. У містечку Голованівськ єврейська самооборона мала на озброєнні не лише гвинтівки, конфісковані чи куплені у дезертирів, а й артилерійську зброю, а також саморобні гранати . Містечко постійно патрулювала єврейська варта, а за потреби весь загін виступав (у ряді випадків разом із підрозділами Червоної армії) на захист містечка або євреїв, що жили в навколишніх селах .
У серпні 1919 року петлюрівці роззброїли великий і добре організований загін самооборони в Погребищі, після чого банда отамана Зеленого влаштувала в містечку, що залишилося без захисту, масову різанину.
Однак в Одесі та в деяких населених пунктах, розташованих неподалік від неї, озброєна кулеметами єврейська міліція по боротьбі з погромами, на чолі якої стояв С. Якобі, змогла повністю запобігти антиєврейським вилазкам. Погроми в Одесі багато в чому запобігли завдяки єврейським кримінальникам, ватажком яких був Мойше-Яков Вольфович Вінницький (Ведмедик Япончик). Після встановлення радянської влади в Україні загони єврейської самооборони влилися до червоної армії та відіграли важливу роль у ліквідації розгулу бандитизму . У квітні 1919, коли Червона армія ненадовго зайняла Одесу, до її складу був включений загін місцевих євреїв з числа карних злочинців, сформований Мішкою Япончиком, але вже в липні того ж року за відмову відправитися на фронт цей загін був ліквідований, а Мишка Япончик був застрелений  .

## Європа
Наприкінці 1918 колишні офіцери армії Австро-Угорщини, що входили в сіоністські організації, створили в таких містах Австрії та Чехословаччини, як Відень, Прага, Брно, Братислава, Оломоуц та інших підрозділи єврейської самооборони, в які приймали в основному солдатів . світової війни . Такі загони, бійці яких носили біло-блакитні кокарди, підкорялися єврейським національним радам Австрії та Чехословаччини.
У період масових погромів в Угорщині, які почалися після ліквідації Угорської радянської республіки в серпні 1919, євреїв країни захищала самооборона, організована сіоністами; у кількох випадках їй вдалося розігнати нападаючих, незважаючи на чисельну перевагу останніх. Після подій осені 1956 року основна частина євреїв масово емігрувала з країни .
Після Другої світової війни в деяких державах Західної Європи, наприклад у Франції, члени єврейських спортивних клубів і сіоністських молодіжних організацій іноді формували самооборону, яка припиняла насильницькі антисемітські акції неонацистів, нових лівих, об'єднань вихідців з арабських і мусульманських країн, а також борівшу  .

## Арабські країни
У 1940-х сіоністи створили (під керівництвом емісарів Хагани, які таємно прибули з Ерец-Ісраель ) самооборону в кількох арабських країнах, де почастішали напади на євреїв: в Іраку діяла організація Ха-Шура, в Північній Африці - Ха-Маген і Лаві. Відома єврейська самооборона у лівійських євреїв тощо. д. 

## Китай
У Китаї, особливо в Харбіні, озброєні групи членів Бетара зривали в 1930-х роках антиєврейські провокації Російської фашистської партії та інших пронацистських об'єднань російських емігрантів. 1932 року бетарівці з ініціативи Р. Біткера сформували в Шанхаї єврейську роту волонтерського корпусу із захисту міжнародного сеттльмента  .

## Америка
У США, особливо в Нью-Йорку, захист євреїв від місцевих нацистів у 1930-х взяли на себе єврейські гангстери, іноді рабини та керівники громад спеціально зверталися до них з проханням організувати охорону синагог та інших громадських місць, а також простежити за тим, щоб мітинги та демонстрації нацистів не переростали в погроми  .
З 1968 року захистом євреїв зайнялася організація Ліга захисту євреїв . 2012 року в Канаді почали створювати самооборону. 